# Boks na Igrzyskach Afrykańskich 1973
Wyniki zawodów bokserskich, które rozgrywane były od 7 do 18 stycznia 1973 w Lagos w Nigerii.
Walczono w 11 kategoriach wagowych. Startowali tylko mężczyźni.

## Medaliści
| Kategoria wagowa                | Złoto              | Srebro           | Brąz                   |
| Waga papierowa (-48 kg)         | James Odwori       | Young Chucks     | Samuel Eke             |
| Waga musza (-51 kg)             | Timothy Feruka     | Isaac Maiawa     | Kwao Kalinho           |
| Waga kogucia (-54 kg)           | Daniel Omolo       | Habibu Kinyogoli | Yahia Fahaji           |
| Waga piórkowa (-57 kg)          | George Oduori      | Eddie Ndukwu     |                        |
| Waga lekka (-60 kg)             | Ibrahim Abdullamin | Peter Odhiambo   | Robert Rakatontabe     |
| Waga lekkopółśrednia (-63,5 kg) | Obisia Nwakpa      | Issaka Daboré    | Bechir Bechin          |
| Waga półśrednia (-67 kg)        | Barry Balasayo     | Emma Ankoudey    | Djamal Laib Joe Mensah |
| Waga lekkośrednia (-71 kg)      | Loucif Hamani      | Moussa Abouk     | Ricky Barnor           |
| Waga średnia (-75 kg)           | Peter Dula         | John Opio        | Mohamed Missouri       |
| Waga półciężka (-81 kg)         | Isaac Ikhouria     | Matthias Ouma    | Soustel Allognon       |
| Waga ciężka (+81 kg)            | Fatai Ayinla       | Mohamed Mahom    | Xavier Yian            |